# Marcello Fois
Marcello Fois (Nuoro, 20 de janeiro de 1960) é um escritor, dramaturgo e roteirista italiano, escrevendo para teatro, televisão e cinema.

## Biografia
Marcello Fois, italiano da Sardenha. Recebeu diversos prêmios de literatura italiana, destacando-se o Calvino em 1995 e o Dessi em 1997. Seu maior sucesso foi o livro Sempre Caro.
Depois de completar seus estudos em Estudos Italianos na Universidade de Bolonha (1986), em 1992 publicou Ferro Recente e Picta (com o qual ganhou o Prêmio Italo Calvino). Seis anos depois, foi lançado Sempre Caro.

## Obras
- Ferro Recente (1992)
- Picta (1992)
- Meglio morti (1993)
- Falso gotico nuorese (1993)
- Il silenzio abitato delle case (1996)
- Gente del libro (1996)
- Sheol (1997)
- Nulla (1997)
- Gap (1999)
- Sola andata (1999)
- Cerimonia (2000)
- Compagnie difficili (2000) (com Albert Sánchez Piñol)
- Dura madre (2001)
- Piccole storie nere (2002)
- Materiali (2002)
- Tamburini. Cantata per voce sola (2004)
- Memoria del vuoto (2006)
- Paesaggi d'autore (2010) (com Alberto Masala)
- Carne (2012)
- L'importanza dei luoghi comuni (2013)
- Ex voto (2015)
- La formula esatta della rivolucozione (2016) (com Alberto Masala)
- Del dirsi addio (2018)
- Pietro e Paolo (2020)

### SérieBustianu Satta
- Sempre caro (1998) Sempre caro (Record, 2004)
- Sangue dal cielo  (1999) Sangue do Céu (Record, 2005)
- L'altro mondo (2002) O Outro Mundo (Record, 2005)

### SérieFamiglia Chironi
- Stirpe (2009)
- Nel tempo di mezzo (2012)
- Luce perfetta (2015)